# Altare dei santi Fermo, Rustico e Procolo
L'altare dei Santi Fermo, Rustico e Procolo è posto nel transetto di destra del Duomo di Bergamo e fu eseguito su progetto del 1731 di Filippo Juvarra.

## Storia
Intensa era la devozione nella bergamasca per i santi Fermo, Rustico e Procolo. La loro storia di difficile documentazione, viene tramandata confondendosi tra leggenda e realtà. Si dice che i tre santi subirono la flagellazione e il martirio a Verona. Si racconta che un gruppo di mercanti bergamaschi che tornavano in patria, il 4 gennaio 855 trafugò le martiri spoglie dei tre santi, portandole a Bergamo, dove vennero conservate nella chiesa in località Plorzano fuori le mura cittadine. In questa località vi era il monastero claustrale femminile di San Fermo che venne soppresso da san Carlo Borromeo nella sua visita pastorale del 1575. Le reliquie dei santi furono traslate nel duomo, dove era stato edificato un altare con il contributo anche dell'amministrazione comunale. Quanto di questa storia sia fondata di verità è difficile da dire, certo che l'urna dei tre santi ebbe nel duomo una sua collocazione di rilievo.
L'urna in argento con le reliquie fu inizialmente posizionata presso l'altare di san Carlo ornata nel 1610, da una tela di Giovan Battista Cavagna, dipinto che si trova nell'atrio delle sacrestie, rimossa dall'altare perché considerata troppo piccola. Venne quindi commissionata una tela maggiore a Sebastiano Ricci, tela che fu pagata dal canonico Pietro Negroni cinquecentosessanta lire nel 1704.
Nel 1713 il consiglio cittadino concordò la realizzazione di un nuovo altare da dedicare ai tre santi. L'assegnazione del progetto non fu una cosa facile, ci furono, infatti, delle competizioni tra il capitolo della basilica e l'amministrazione cittadina. Fu accettato il progetto di Filippo Juvarra del 20 luglio 1731. L'assegnazione ad un architetto messinese allontanò per sempre gli artisti bergamaschi di rilievo presenti nel Settecento che tanto credevano e desideravano essere i progettisti come Andrea Fantoni, Bartolomeo Manni e Giovan Battista Caniana.  Nel 1766 fu incaricato il bergamasco Bernardino Trivelli per la realizzazione dell'urna che doveva contenere le reliquie..
Il Juvarra si trovò sicuramente in contrasto con i Fantoni, non volendo servirsi neppure della loro cava di marmo presente in Ardesio, e per la realizzazione invitò scultori di Carrara. Carlo Antonio e Giacomo Manni si interessarono del trasporto dei materiali mentre il Caniana realizzò il modello ligneo dell'opera. L'altare fu restaurato nel 1988 e in quell'occasione venne rinvenuta la sigla TF a indicare la Tesoreria della Fabbrica dove sono indicati i pagamenti del 1733 a al lapicida Migliorini e Lodovico Lizzoli, probabilmente i personaggi proveniente dalla Toscana che realizzarono le sculture poste sui timpani e sulle stereobate.

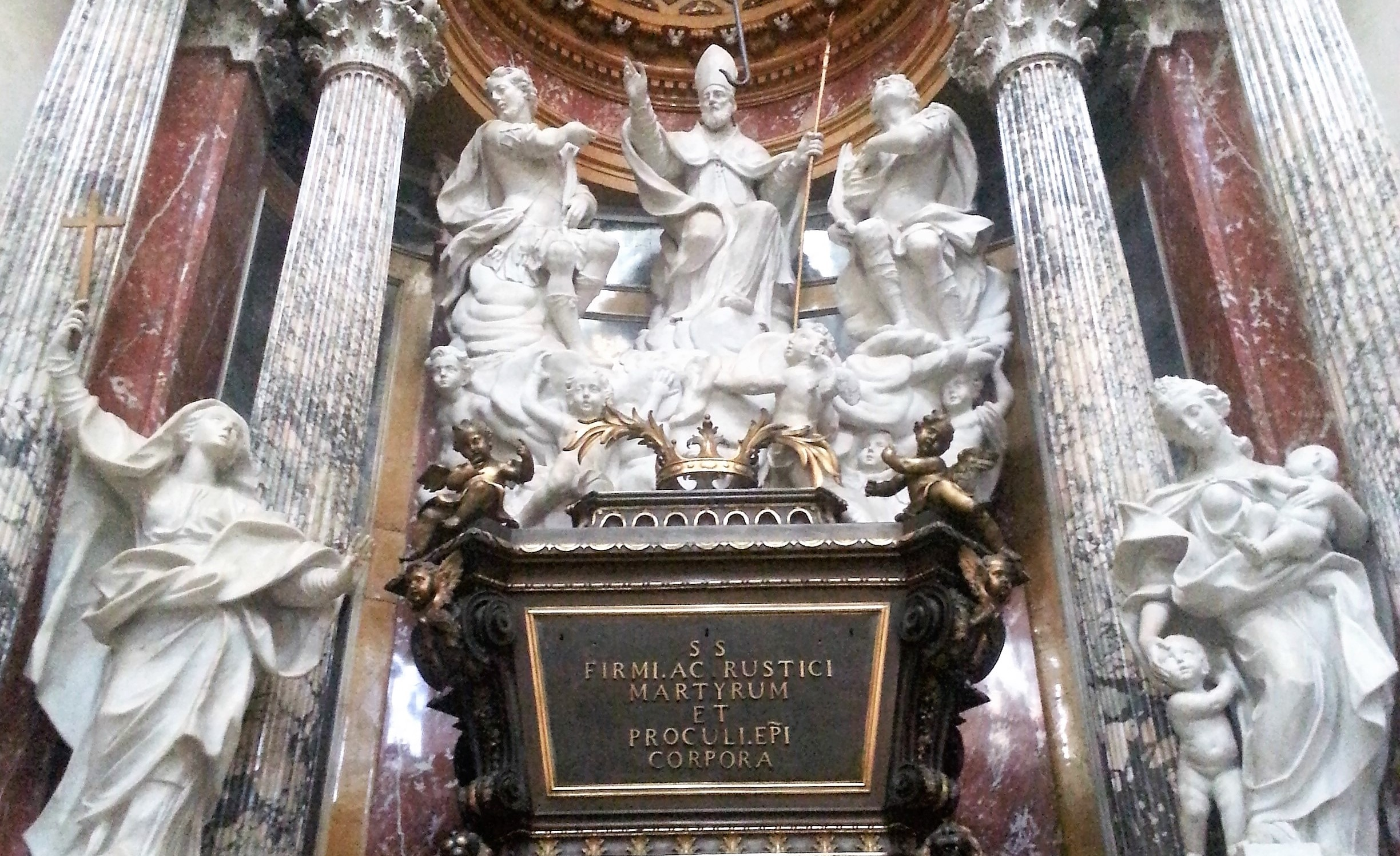
Altare di San Ferno, Rustico e Procolo (Duomo di Bergamo) 2

L'archivio diocesano conserva i documenti del libro della Tesoreria della Fabbriceria dove sono elencate le spese che solo per la parte architettonica ha avuto un costo di lire 134.784.

## Descrizione
L'altare è posto sul transetto destro dell'unica navata della basilica e si presenta di dimensioni ampie, rilevanti, e dai molteplici colori dei marmi di Carrara. Il rosso Francia del basamento, dei pilasti e del fregio, maculato di Seravezza  per i rudenti delle colonne, giallo di Verona delle cornici e del semitazze, verde di Varallo delle parti coprenti, lavorati dai fratelli  Giacomo e Carlo Antonio Manni. 
Due colonne per lato sorreggono il timpano che termina nella conca dell'abside. Antonio Calegari e i suoi collaboratori, sono gli scultori che realizzarono le statue poste al centro raffiguranti i tre santi e il paliotto che giunsero a Bergamo il 3 agosto 1733 via fluviale attraverso l'Adda, anche le statue della Fede, Carità poste sullo stereobate, Fortezza e Speranza poste sulle curve del timpano, vennero realizzate nel 1736 sempre dalla botte del Calegari. 
Gli angiolotti posti in alto furono eseguiti dalla bottega dei Fantoni nel 1740 . Gli angiolotti sorreggono la mitra vescovile e il cartiglio Hic sumus orantes pro vobis, considerati di dimensioni eccessive per l'impianto architettonico dell'altare.
Il cofano in argento realizzato dall'orafo Giuseppe Filiberti nel 1753 risultò di dimensioni troppo modeste rispetto l'imponenza dell'altare venne quindi incaricato il bergamasco Bernardino Trivelli per la realizzazione di una nuova urna in argento da apporre nell'arca di bronzo che si trova al centro dell'altare opera del Filiberti.